# Trombitás Frédi és a rettenetes emberek
1968-ban jelent meg az Omega együttes első magyar nagylemeze, a Trombitás Frédi és a rettenetes emberek. Ez volt az első magyar könnyűzenei album, ami egyetlen előadó dalait tartalmazta.  A magyar beategyüttesek sokáig nem kapták meg a nagylemezkiadás lehetőségét; amikor azonban idehaza kitudódott, hogy az Egyesült Királyságban elkészült az Omega Red Star from Hungary, a Magyar Hanglemezgyártó Vállalat szinte azonnal engedélyt adott az Omegának egy magyar nyelvű album felvételére.

## Az album stílusa
Stílusát tekintve az album több dala átmenetet képez a rockzene és a magyar népzene között – az egyik éppen a Kállai kettős feldolgozása; hasonló dolgokkal akkoriban az Illés nyomán több más együttes is kísérletezett. A Kállai kettősön kívül a magyar népzene hatása a Holnap és a Rettenetes emberek című dalokban a legfeltűnőbb.
A magyar változat Trombitás Frédije kényszer szülte eredmény, mivel az illetékesek az eredeti Trumpeter Charlie nevet túl nyugatiasnak találták. Míg a magyar változat Frédije egy öregedő zenész, az angolban szereplő Charlie egy fiatal trombitás, akiért rajonganak a lányok.
Az album eredeti hanglemez kiadásának hátoldalán szerepelt egy kísérőszöveg, ami a nagylemez dalainak hangulatából adott ízelítőt:
| „ | Zajlik az élet, forog velünk a föld, rohanunk, megállunk, figyelünk, kavarognak a gondolatok, ritmusok, vágyak – aztán letisztulnak és megszületnek a számok. Íme: Trombitás Frédi és a Rettenetes emberek – közös ismerőseink. Frédit, a vidám öreg trombitást, aki mindig jókedvre tud deríteni mindannyiunkat, nagyon szeretjük. Annál kevésbé a Rettenetes embereket, mert a lila nap és rózsaszín hold beragyogta világukkal soha meg nem barátkozunk. A többi szám rólatok és rólunk beszél, a mi világunk. Egyesek szerint ugyan hangos egy kicsit, de mi így is meghalljuk egymás szavát és elgondolkodhatsz, mit csinálj. Nyitva állnak előtted az utak, választhatsz akkor is, ha egyszer már rossz irányba indultál. Csak tőled függ, mi lesz belőled holnap. A napba nézel-e és bátran az emberek szemébe, vagy csak a lábad elé, keresgélve a könnyebb kitérő utakat – míg magad is könnyebbé válsz. Addig nincs baj, amíg érezni és hinni tudsz, amíg fáj, ha elmúlik egy érzés, ha a színes fények szürke-fehérré törnek szét, ha meghalnak a képzelet virágai – az álmok. Az igazán szomorú ebben, hogy ettől is felnőttebb leszel. Azt pedig nem kell úgy siettetni, úgyis eljön, hát vissza a mába! Nyújtózz el a várva-várt vasárnap reggelen, amikor arra mehetsz, amerre tetszik, nincs semmi gondod és jókedvű hangok feledtetik a zajos hétköznapok zaklatott sodrását. Az már a te bajod, ha ilyenkor is gondot okozol magadnak: hogyan hozzam rendbe, amit tegnap elrontottam, szeretnék visszamenni hozzád. Hát mondd el Neki, hogy mindenki megtévedhet, vagy azt, hogy volt egy lány, aki kilenc napig kószált a Balatonnál, hírt sem adva magáról, és amikor hazajött, mégis úgy mosolygott, hogy mi is megbocsátottunk kedvesének, mert megbocsátott neki. Ha én szél lehetnék, furulyázta vagy a háromezredik mérföld után Gábor, hogy felvidítsa a szélfútta angol utak vándorait, és aztán még hosszú-hosszú mérföldeken keresztül fütyültük együtt a széllel és boldogan hoztuk haza nektek angliai turnénkról. Ott bizony mindig csillogott vendéglátóink szeme, ha a Kállai-kettős pergő magyar ritmusát hallgatták. Zajlik az élet, forog velünk a föld, rohanunk, megállunk, figyelünk – így született a kívánság: az emberhez egyedül méltó érzések, a barátság és a szeretet csendesítse meg a nyugtalan világot. | ” |
|   | |   |

## Az album dalai
Az album dalait Presser Gábor és Adamis Anna írta, kivéve azokat, melyek szerzői jelölve vannak.

### Első oldal
1. Trombitás Frédi – 2:34 (ének: Presser)
2. A napba néztem – 3:38
3. Egy lány nem ment haza – 3:21
4. Kállai kettős (Presser Gábor feldolgozása) – 1:48 (instrumentális)
5. Holnap (Presser Gábor/Kóbor János) – 5:25

### Második oldal
1. Rettenetes emberek – 5:11
2. Ha én szél lehetnék – 3:01
3. Vasárnap – 2:08 (ének: Benkő)
4. Szeretnék visszamenni hozzád – 1:56
5. Halott virágok  – 2:25
6. Kiskarácsony-nagykarácsony – 3:55

### Bónuszdalok a 2003-as kiadáson
A 2003-as Antológia-sorozatban megjelent felújított kiadásra felkerültek 1967–1968-ban megjelent kislemezdalok is.
1. Nem szeretlek (Payer András/S. Nagy István) – 3:08 (ének: Somló)
2. Nem új a nap alatt semmi (Presser Gábor/S. Nagy István) – 3:04 (ének: Somló)
3. Nem vagy szép (Presser Gábor/Verebes István/S. Nagy István) – 2:15
4. Megbántottál (Presser Gábor/Adamis Anna/S. Nagy István) – 2:39
5. Azt mondta az anyukám (Presser Gábor/S. Nagy István) – 2:32 (ének: Somló)
6. Rózsafák (Presser Gábor/S. Nagy István) – 2:39 (ének: Benkő)
7. Ismertem egy lányt (Presser Gábor/Adamis Anna) – 2:53

## Az albumhoz kapcsolódó kislemezek
| A oldal                     | B oldal                      | Év   | Kiadó        | Sorszám | Megjegyzések |
| --------------------------- | ---------------------------- | ---- | ------------ | ------- | ------------ |
| Nem új a nap alatt semmi    | Nem szeretlek                | 1967 | MHV Qualiton | SP 385  |              |
| Megbántottál                | Nem vagy szép                | 1967 | MHV Qualiton | SP 433  |              |
| Azt mondta az anyukám       | Rózsafák                     | 1967 | MHV Qualiton | SP 452  |              |
| Ismertem egy lányt          | Szeretnék visszamenni hozzád | 1967 | MHV Qualiton | SP 462  |              |
| Zárt ajtók mögött           | Halott virágok               | 1967 | MHV Qualiton | SP 469  |              |
| Volt egy bohóc              | Nem tilthatom meg            | 1968 | MHV Qualiton | SP 491  |              |
| Kiabálj, énekelj            | Most már olyan mindegy       | 1968 | MHV Qualiton | SP 529  |              |
| Trombitás Frédi             | Ha én szél lehetnék          | 1968 | MHV Qualiton | SP 549  |              |
| Kiskarácsony, nagykarácsony | Kállai kettős                | 1970 | MHV Qualiton | SP 778  |              |

## Kiadások
| Év   | Kiadó           | Formátum | Sorszám              | Megjegyzések |
| ---- | --------------- | -------- | -------------------- | --- |
| 1968 | MHV Qualiton    | LP       | (S)LPX 17390         | A lemez első hanglemezes kiadása (Mono verzió) citromsárga színű Qualiton-os címkével jelent meg. Később újra kiadták az album Stereo változatát citrom valamint narancssárga lemezcímkékkel, amelyeken szintén a Qualiton lemezkiadó emblémája volt látható. |
| 1987 | MHV Favorit     | LP       | SLPM 37063           | Omega 1968–1973 – Az Omega összes nagylemeze I. |
| 1992 | Hungaroton Mega | CD       | HCD 37584 (92/M-036) | |
| 1994 | Hungaroton Mega | CD       | HCD 37629            | Omega 1968–1973 – Az Omega összes nagylemeze I. |
| 2003 | Hungaroton      | CD       | HCD 17390            | Felújított kiadás bónuszdalokkal, az Antológia vol. 1. 1965–1970 – Beat albumok részeként és önállóan is megjelent. |
| 2015 | Hungaroton      | CD       |                      | LP Anthology – Az Omega első 13 albumának gyűjteményes kiadása, az eredeti lemezek hangzásával és dallistájával. |
| 2022 | Grund Records   | CD       | GO03                 | Felújított kiadás 3 ajándék dalritkasággal |

A Trombitás Frédi és a rettenetes emberek első hanglemez kiadása mono verzió volt, amelyet citromsárga színű Qualitonos címkével jelentettek meg, a borítóját pedig a Kossuth nyomdában nyomtatták, két mono kiadványt különböztetünk meg, az első még 1968 karácsonyán készült el, annak okkersárga színű volt a lemezcímkéje és azon még feltüntették a 60 Ft-os fogyasztói árat, a másik mono változat pedig élénk citromsárga címkével (fogyasztói ár nélkül) jelent meg, gyakorlatilag az előző után. Érdekesség, hogy míg a lemezborítón helyesen szerepel a dalok sorrendje, a lemezcímkén azonban már hibásan. Az "A" oldal második és harmadik számát megcserélték, erre az apró hibára a későbbi változatoknál sem ügyeltek, egyedül a Favoritos változaton szerepel helyesen a dalok sorrendje. Az 1970-es évek legelején, amikor elindult a sztereó hanglemezek gyártása Magyarországon, a Magyar Hanglemezgyártó Vállalat megjelentette az album sztereó változatait. Az első két sztereó változatokat szintén citromsárga színű Qualitonos címkékkel adták ki, a két változat mindössze annyiban különbözik egymástól, hogy az első változat címkéjén a piros "STEREO" felirat  nem a szokványos géppel írott, hanem úgy néz ki mintha kézzel írták volna rá, ez a változat jóval ritkább, mint a következő citromsárga kiadás. A második változat pedig a már későbbiekben megszokott citromsárga színű Qualiton által ellátott címkével rendelkezik. Az első sztereó kiadás borítóját ismételten a Kossuth nyomdában gyártották, nem változtattak rajta az előző két változathoz képest, egyedül egy rózsaszínű matricát ragasztottak rájuk, hogy ezzel jelképezzék a sztereó változatot. A második sztereó kiadványnak a borítóján nincsen pontosan feltüntetve, hogy hol készítették a borítót, Kossuth Nyomda helyett egy rövidítés található ott: "OFFSET". A kezdeti időkben az előző sztereó változathoz hasonlóan rózsaszínű matricákat tettek erre a kiadásra is, de mikor az elfogyott ezüst színű "Stereo-Mono" matricákat ragasztottak rájuk, valamint meg kell említeni, hogy ennél a kiadásnál voltak olyan változatok, melyek a sztereó matricákon kívül arany színű, aranylemezt jelképező matricákat kaptak.
Az 1970-es évek első felében jöttek az utángyártott narancssárga színű Qualitonos lemezcímkés, sztereó változatok. Ezekből is kétféle  létezik, az első narancssárga változat hűen követi a második citromsárga színű sztereó verziót, tehát a színbeli eltérésen kívül gyakorlatilag megegyeznek, viszont matricák helyett magába borítóba írták bele utólagosan, hogy "Stereo-Mono". A második narancssárga lemezcímkés változat pedig már egy „újhullámos” Qualitonos címkével került a boltok polcaira, borítóját pedig újra színezték, élesebbé és sötétebbé tették a hátoldalon lévő fekete-fehér képeket, valamint itt is matrica helyett a borítóba írták bele utólag, hogy "Stereo-Mono". Két fontos eltérést kell megemlíteni ennek a kiadásnak a borítóján, levették az "OFFSET" feliratot, így abszolút semmilyen utalás nincsen arról, hogy hol nyomtatták a tasakokat, viszont a borító aljának közepére írtak egy rövidítést: "O.J." valószínűsíthető azért került erre sor, hogy meg lehessen különböztetni a két narancssárga sztereó kiadvány borítóját. 1987-ben a Favorit megjelentette az első öt Omega lemezt egy boxban, Omega 1968–1973 – Az Omega összes nagylemeze I. címmel. Összességében elmondható, hogy az első Omega hanglemezből 7 különböző bakelitlemezes változat létezik.
Az album először 1992-ben jelent meg CD-n, amikor az Omega 1968–1973 – Az Omega összes nagylemeze I. box-set albumait CD-n is kiadták (a CD-ket külön-külön is meg lehetett vásárolni), majd 2003-ban az Antológia-sorozatban megjelent a bővített CD-kiadás, melyen az album 11 felvétele mellett hét 1967–68-as kislemezdal kapott helyet, amelyek érdekessége, hogy némelyiken a nagylemez megjelenésekor az együttesből már kilépett Somló Tamás énekel.

## Közreműködők
- Benkő László – zongora, trombita, furulya, citera (4), ének, vokál
- Kóbor János – ének, vokál, ritmusgitár, furulya (4.)
- Laux József – dob, ütőhangszerek
- Mihály Tamás – basszusgitár, vokál
- Molnár György – gitár
- Presser Gábor – ének, vokál, orgona, zongora
- Wittek Mária – vokál (11)
- Somló Tamás – ének (bónuszdalok)
- Kovacsics András – gitár (bónuszdalok, 1967)

### Produkció
- Lukács János – hangmérnök
- Juhász István – zenei rendező
- Szalay Zoltán – borítókép
- Kálmánchey Zoltán – borítógrafika
- Kotnyek Antal – hátoldali fényképek